# Kouros von Palaikastro

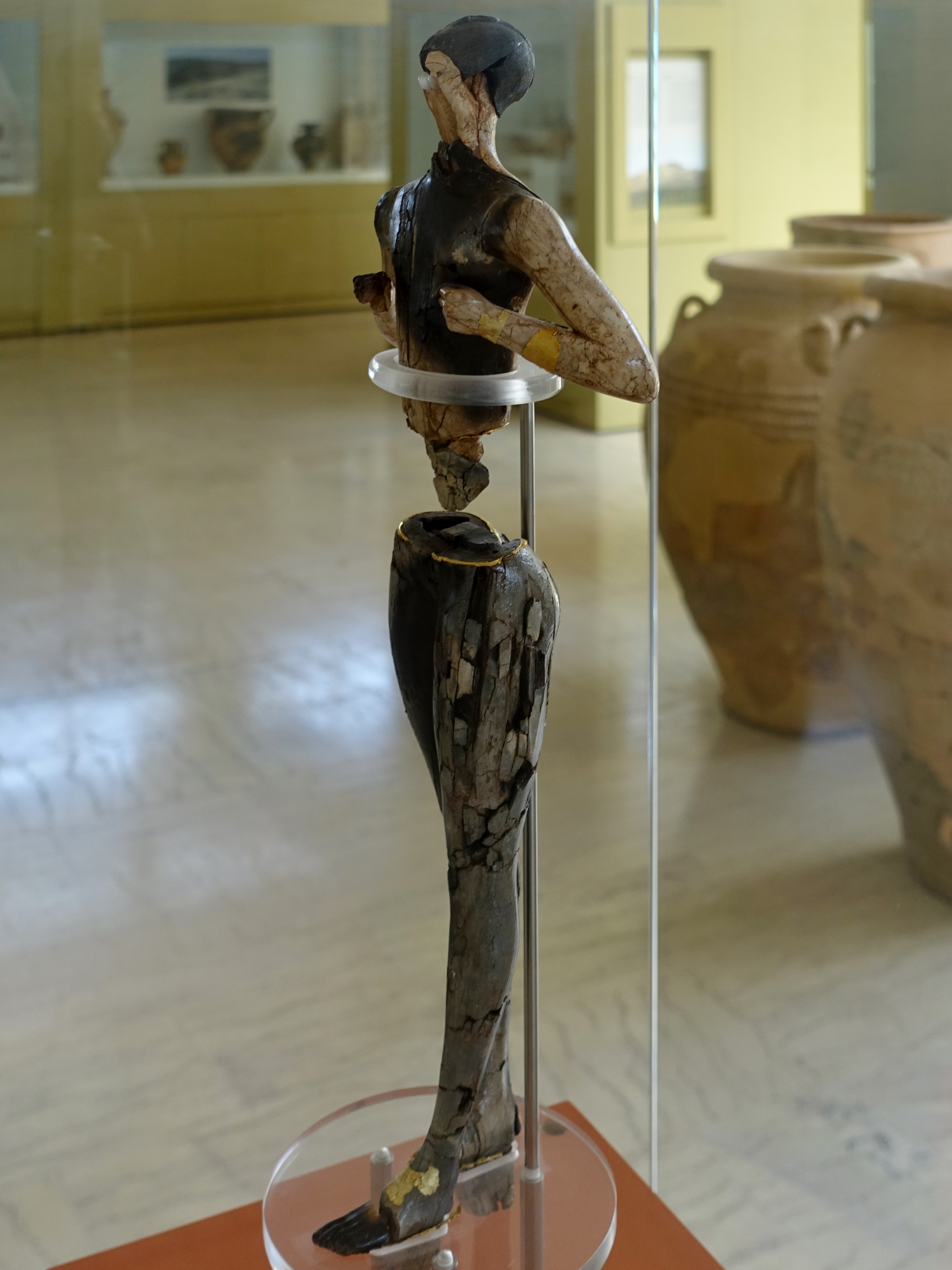
Kouros von Palaikastro

Der Kouros von Palaikastro (neugriechisch Κούρος του Παλαικάστρου Kouros tou Palekastrou) ist eine chryselephantine Statuette aus spätminoischer Zeit. Sie wurde 1987 bis 1990 bei archäologischen Ausgrabungen in Roussolakkos nahe Palekastro im äußersten Osten der griechischen Insel Kreta gefunden. Der Kouros befindet sich heute im archäologischen Museum von Sitia.

## Fundbeschreibung
Koordinaten der Fundstelle: 35° 11′ 43,4″ N, 26° 16′ 32,2″ O
Der Fundort des Kouros von Palaikastro liegt 270 Meter von der Nordostküste Kretas entfernt im kleinen Tal von Roussolakkos (Ρουσσόλακκος), nach dem die Ausgrabungsstätte benannt ist. Roussolakkos bedeutet „rote Grube“ und bezieht sich auf den rötlich gefärbten feinen, undurchlässigen Mergelsandstein der Umgebung. Der für den Kouros namensgebende Ort Palekastro, in älterer Umschrift Palaikastro, befindet sich 1,5 Kilometer westlich.

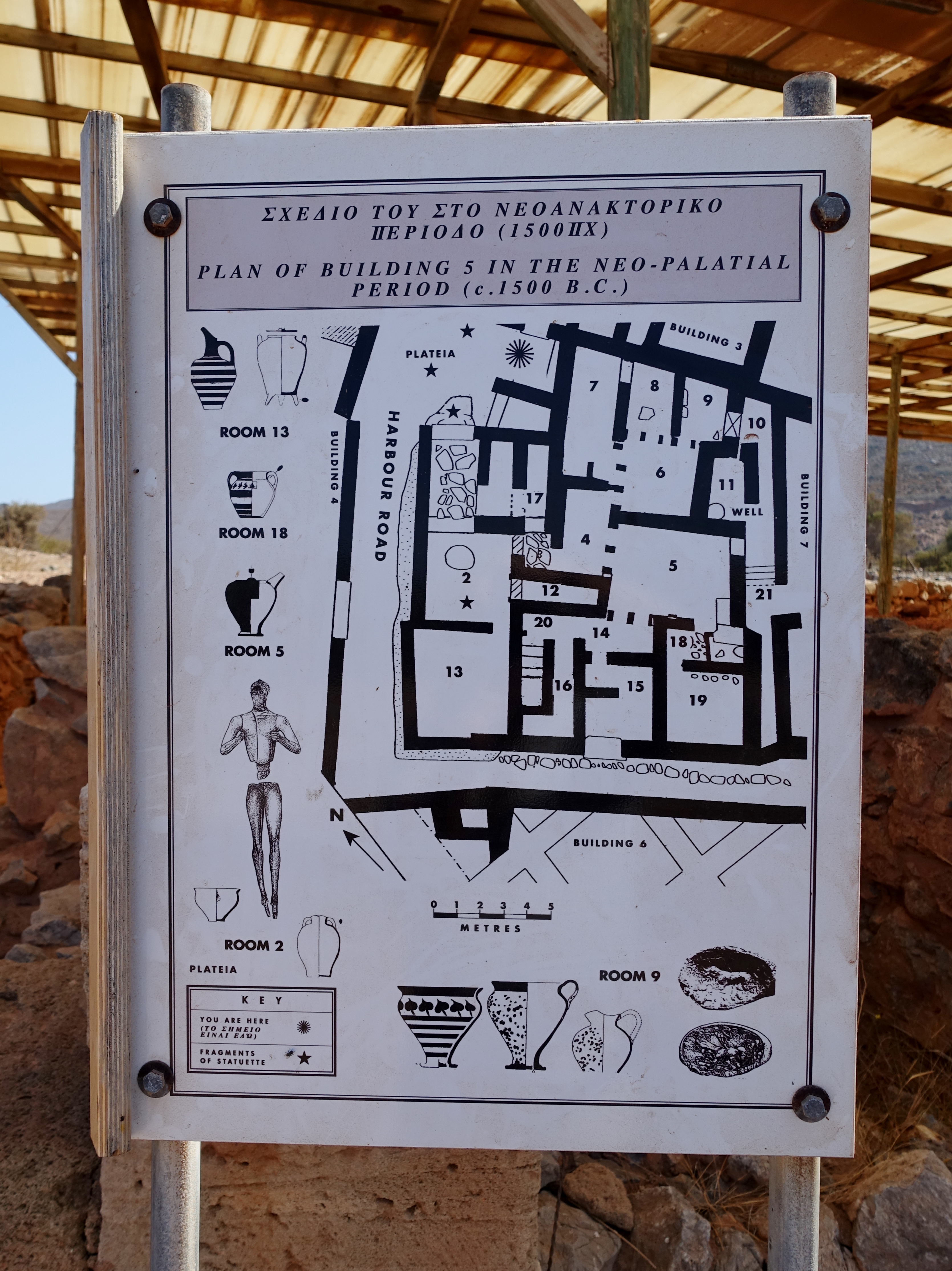
Lageplan der Fundstelle

Beim Kouros von Palaikastro handelt es sich um kein vollständig erhaltenes Fundstück. Teile des Rumpfes und das Gesicht der Statuette fehlen. Sie war in mehrere Einzelteile zerbrochen, die im Gebäude 5 der Ausgrabungsstätte von Roussolakkos und in einem Umkreis von 11 Metern außerhalb des Gebäudes entdeckt wurden. Die Kompositarbeit der Statuette bestand aus mit Gold aufgelegtem Elfenbein aus Flusspferdzähnen, Holz, Ägyptisch Blau, einem Kopf aus Serpentinit sowie Augen aus Bergkristall. Die 54 cm hohe und maximal 18,5 cm breite Figur weist sichtbare Brandflecken auf. Die Bruchstücke des Kouros wurden in einem ungestörten Fundkontext der spätminoischen Phase SM I B gefunden.

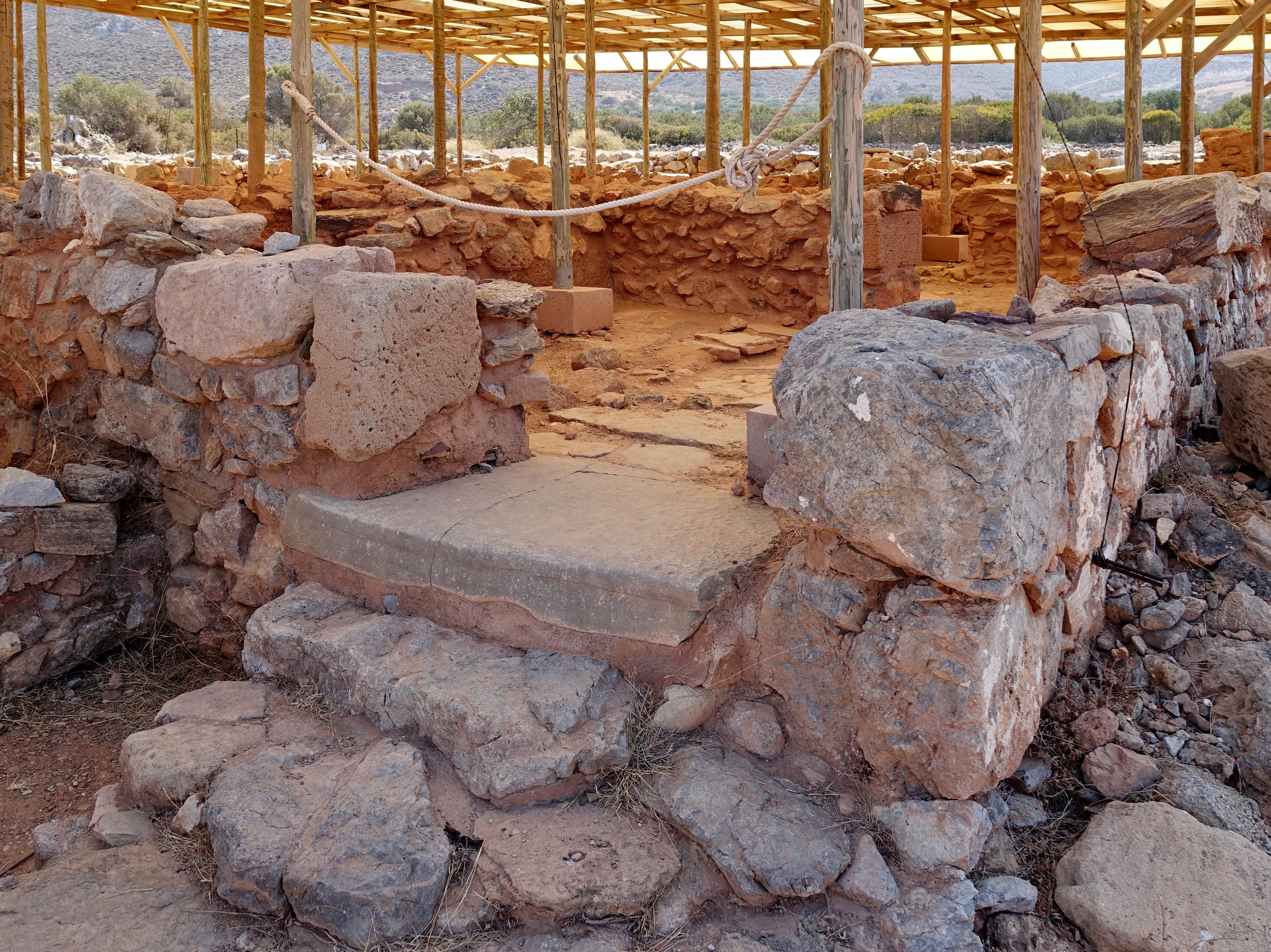
Stufen zu Raum 1 des Gebäudes 5

Aus der Lage der Einzelteile des Kouros ist auf eine menschliche Gewalteinwirkung auf die Statuette zu schließen. Die Beine der Figur befanden sich vor einer Wand in Raum 2 des Gebäudes 5, der als Schrein gedeutet wird und in dem auch eine Amphore und zwei Tassen gefunden wurden. Die anderen Teile der Statuette, der Torso, der Kopf, die Augen, die vordere Hälfte der Füße und die Reste der Basis, lagen vor den Stufen des Eingangs zu Raum 1 des Gebäudes 5, einem Plateia genannten offenen Bereich, der nach Nordwesten vom Gebäude 1 und im Nordosten vom Gebäude 3 begrenzt wird. Am weitesten vom Gebäude 5 entfernt, vor der Westfassade von Gebäude 3, befanden sich die Rückseite des Kopfes und der Hals. Die dichteste Streuung von kleinen Bruchstücken aus Elfenbein und Blattgold wurde nordwestlich der Stufen festgestellt.

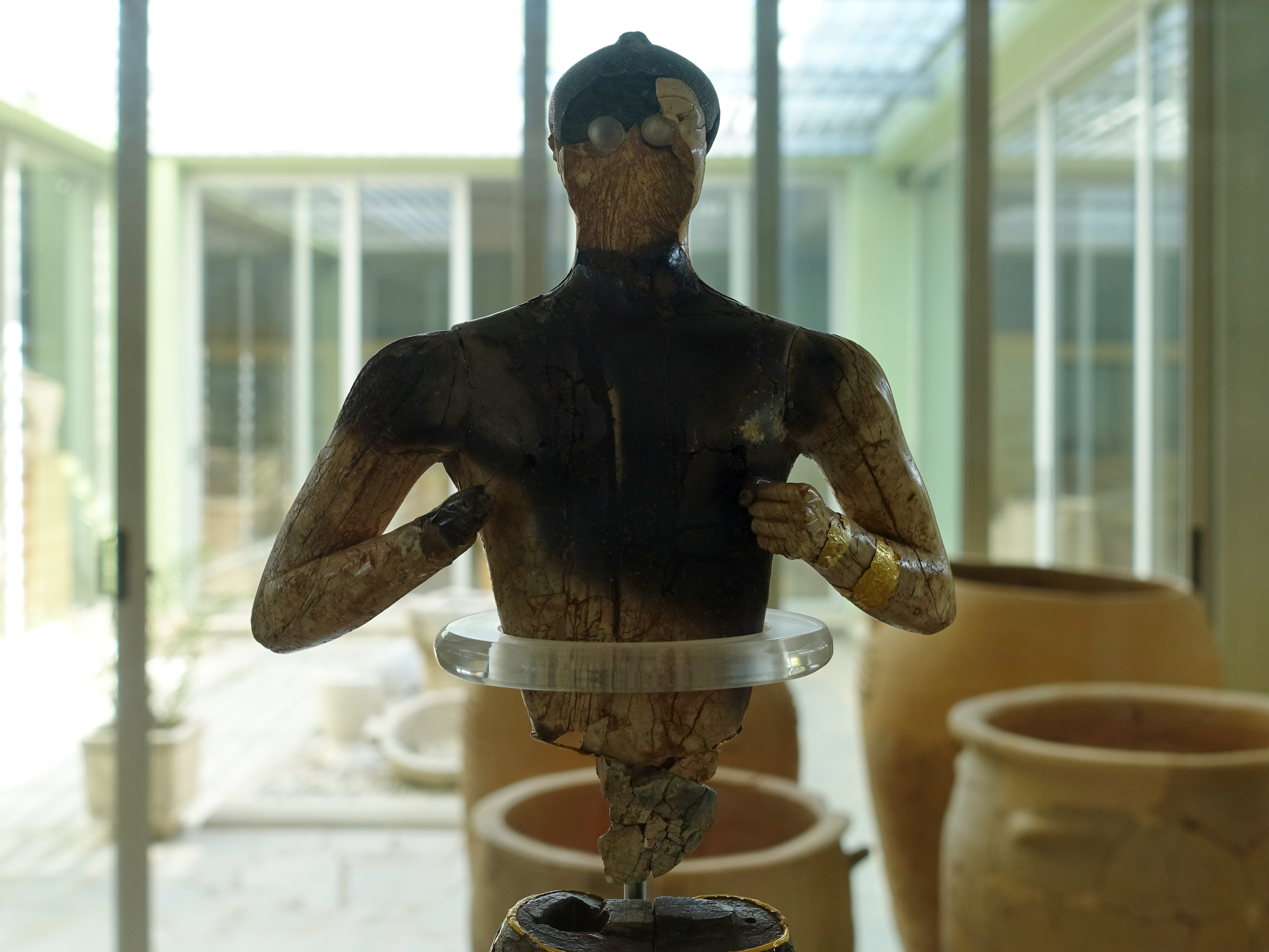
Oberteil des Kouros

Die ersten Teile des Kouros wurden am 28. April 1987 auf der Plateia gefunden, darunter der Torso und ein Arm, die Beine der Statuette 1990 im sogenannten Schrein. Die 1986 begonnenen und bis 2003 andauernden Grabungskampagnen von Roussolakkos unter Hugh Sackett und Alexander MacGillivray waren bereits die dritte Ausgrabung im Raum Palekastro. In allen Bereichen wurde ein Zerstörungshorizont am Ende der Keramikphase SM I B festgestellt, was in etwa der ersten Hälfte des 15. Jahrhunderts v. Chr. entspricht. Die Herstellung des Kouros wurde von den Ausgräbern der Phase SM I A zugeordnet. Aufgrund der wertvollen Materialien, der Verarbeitung und der Körperhaltung der Figur geht man davon aus, dass es sich beim Kouros von Palaikastro um eine Götter-Statuette handelt.
Alexander MacGillivray sah im Kouros von Palaikastro, der Verkörperung einer jugendlichen männlichen Figur, ein Äquivalent zum ägyptischen Gott Osiris, einen Herrscher der stirbt und wiedergeboren wird im Wandel der Natur. Er erinnere an den diktäischen Zeus der klassischen griechischen Antike, den jungen Zeus als „größten Kouros“. Dieser ist über den Hymnus an den diktäischen Zeus (auch Hymnus der Kureten) aus hellenistischer Zeit mit Palekastro als Fundort verbunden. Die fragmentarische Inschrift des Hymnus wurde bereits im Mai 1904 während der ersten Ausgrabungen bei Palekastro unter der Leitung von Robert Carr Bosanquet und Richard MacGillivray Dawkins entdeckt. Die vier aufgefundenen Teile einer beidseitig beschriebenen Kalksteinplatte, auf der der Hymnus verzeichnet war, befanden sich etwa 140 Meter südöstlich des Fundortes des Kouros im Block Chi (Χ) der Ausgrabungsstätte von Roussolakkos.

## Einzelnachweise

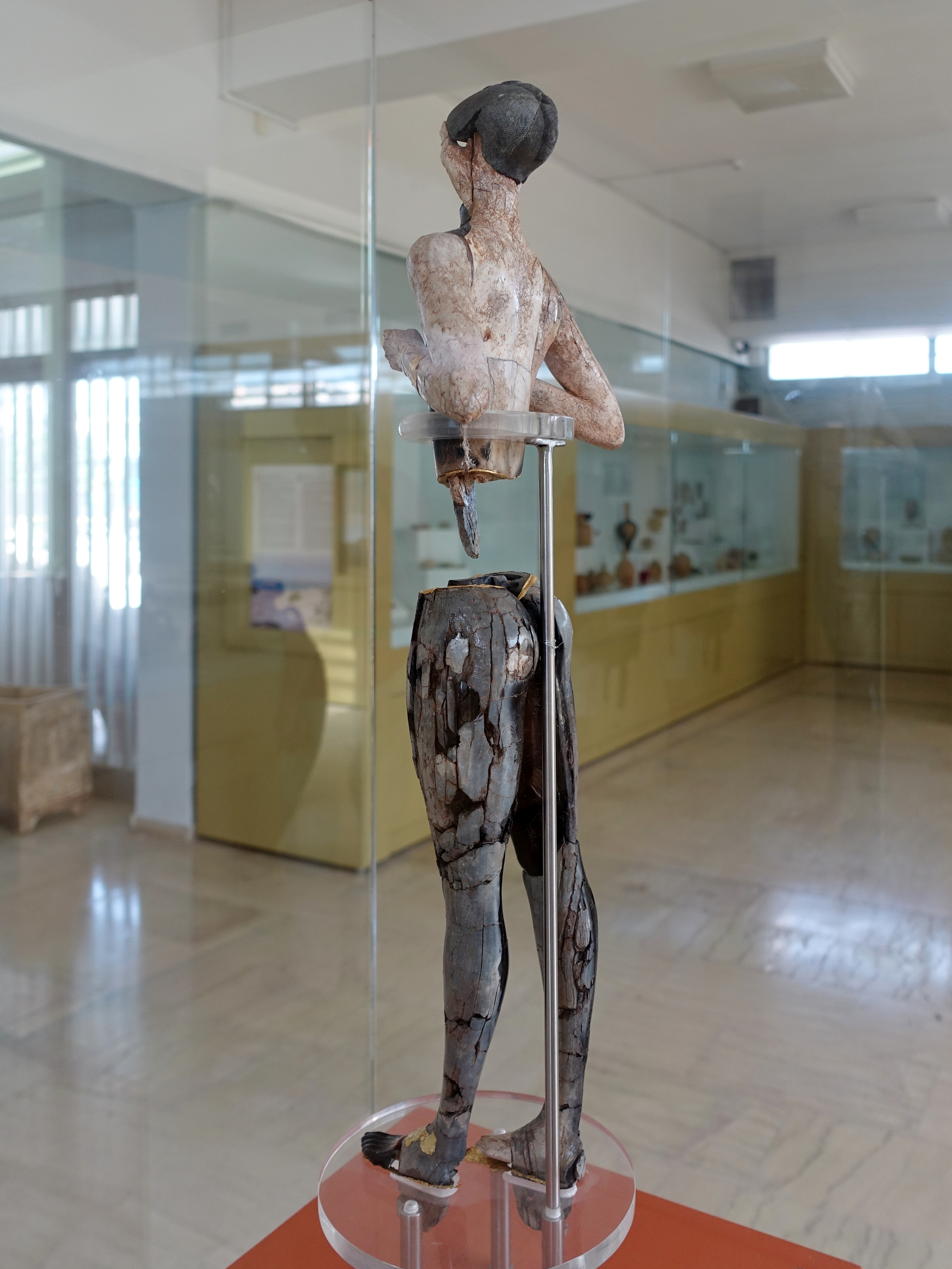
Rückansicht des Kouros

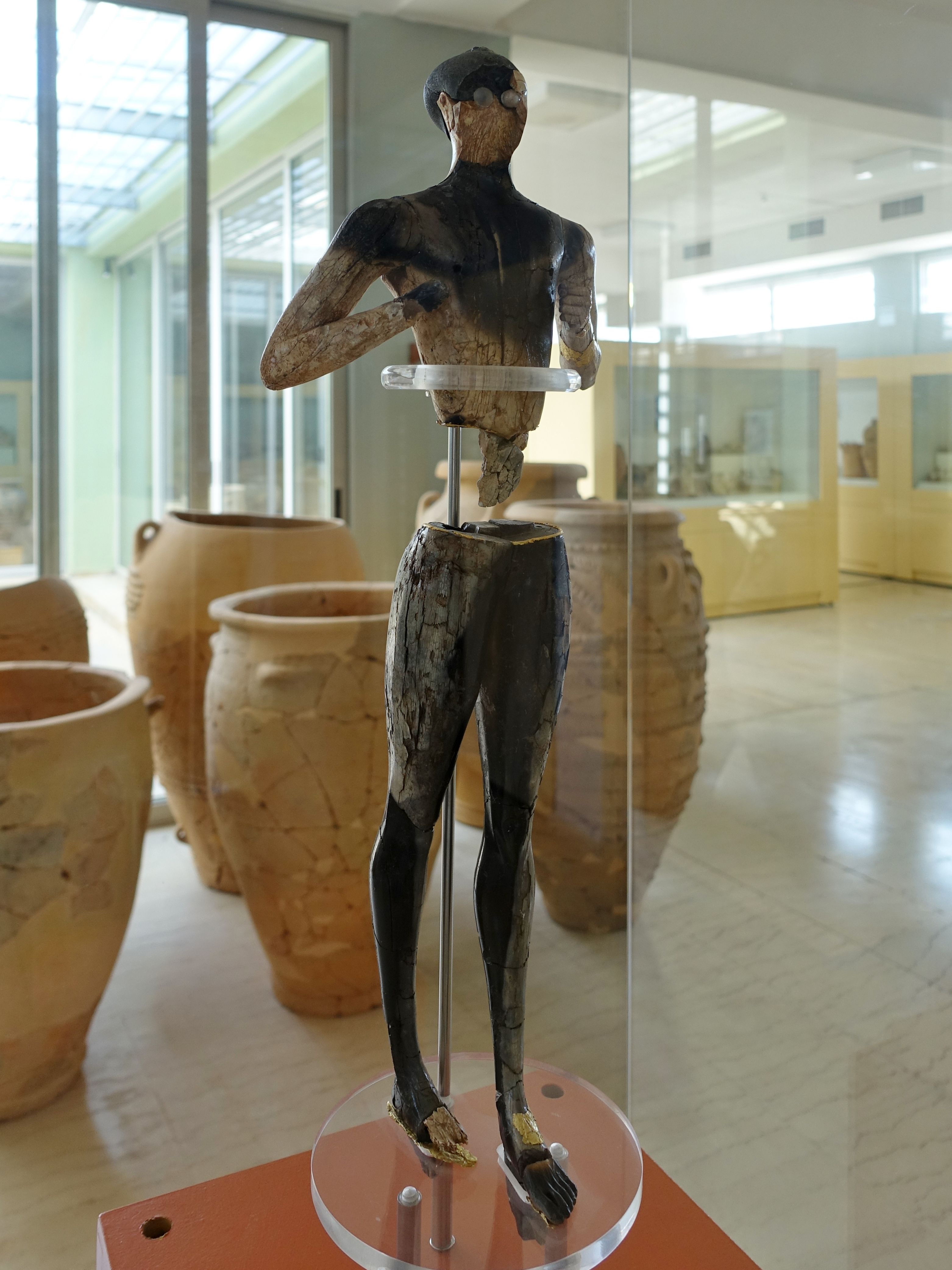
Frontansicht des Kouros